# Мур-парк (станція метро)
51°37′48″ пн. ш. 0°25′51.6″ зх. д. / 51.63000° пн. ш. 0.431000° зх. д.

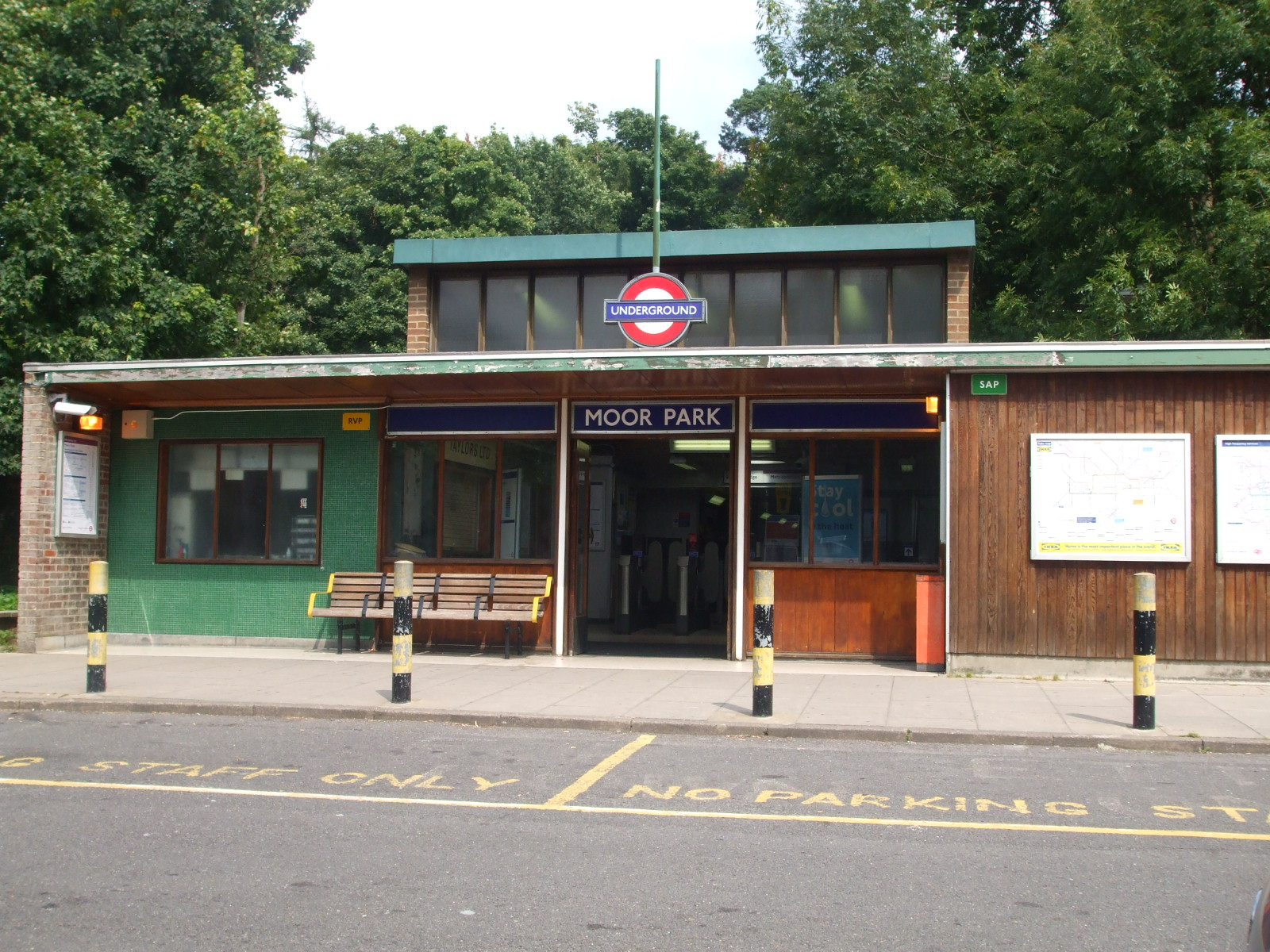
Вхід до станції Мур-парк

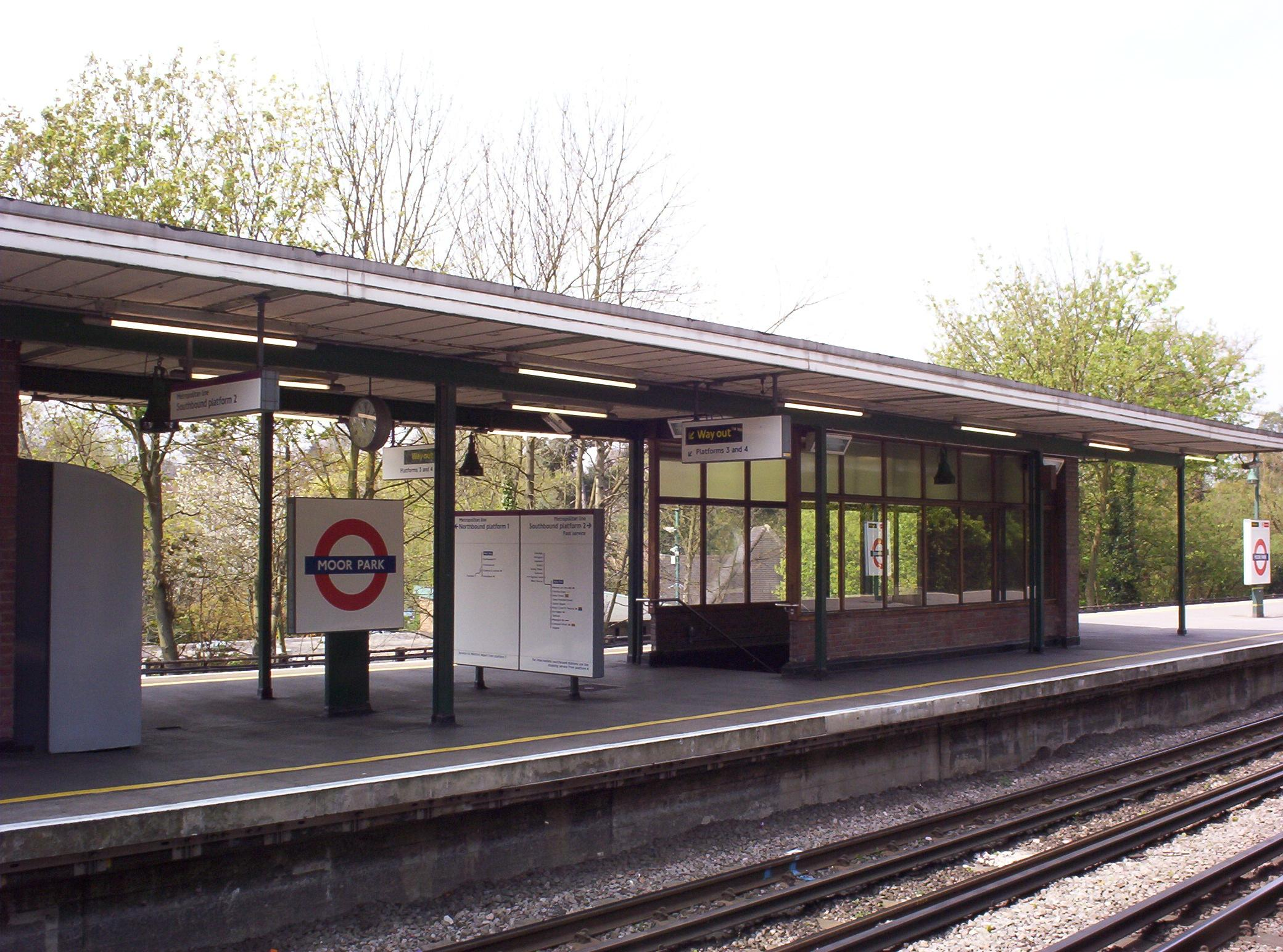
Платформа станції Мур-парк

Мур-парк (англ. Moor Park) — станція лінії Метрополітен Лондонського метро у Три-Ріверс, Гартфордширі розташована на межі 5-ї та 6-ї тарифних зонах. Пасажирообіг на 2017 рік — 0.94 млн. осіб.

## Історія
- 9 травня 1910 — відкриття станції як Санді-лодж
- 18 жовтня 1923 — станцію перейменовано на Мур-парк-енд-Санді-лодж.
- 2 листопада 1925 — закриття товарної станції[2]
- 25 вересня 1950— станцію перейменовано на Мур-парк.
- 1961 — станцію перебудовано, прокладена чотириколійна залізниця.[3]

## Послуги
| Попередня станція | Лінія | Лінія                               | Лінія | Наступна станція  |
| ----------------- | ----- | ----------------------------------- | ----- | ----------------- |
| Крокслі           |       | Лондонське метро Лінія Метрополітен |       | Нортвуд           |
| Рікменсворт       |       | Лондонське метро Лінія Метрополітен |       | Герроу-он-те-гілл |